# 室原知幸
室原 知幸（むろはら ともゆき、1899年9月10日 - 1970年6月29日）は、松原・下筌ダムの建設反対運動（いわゆる蜂の巣城紛争）を主導した住民運動家である。

## 略歴
1899年（明治32年）9月10日に熊本県阿蘇郡小国町で生まれる。1923年（大正12年）に早稲田大学専門部政治学科を卒業後、郷里で家業であった山林業を継ぐ。小国町町議会議員を3期務め、戦後には小国町の公安委員会の委員長も務めた。
1953年（昭和28年）の西日本水害を受け、建設省は筑後川治水対策の一環として1957年（昭和32年）に熊本・大分県境に下筌ダムの建設を計画。これに対して、室原は「暴には暴」「法には法」をスローガンに掲げて、実力闘争、法廷闘争の両面で反対運動を主導した。
実力闘争としては、1960年（昭和35年）には私費を投じて下筌ダム建設予定地に蜂の巣城と呼ばれるバリケードを築きダム建設に抵抗した。
1964年（昭和39年）6月23日に行政代執行によって蜂の巣城が強制撤去された後も、第二蜂の巣城、第三蜂の巣城を築いて抵抗。反対派の分裂や町議会での条件付き賛成決議があっても、水没予定地にある自宅にとどまり、赤地に白丸の旗を掲げて抵抗を示し続けた。
法廷闘争としては、82件（国提訴28件、室原側提訴54件）の訴訟を争った。これらの訴訟の大半で室原は国側に敗訴したが、土地収用法の適用に対する事業認定無効確認訴訟では、国側の理論を圧倒し、判決に負けて訴訟に勝ったと言われた。
室原は1970年（昭和45年）6月29日に死去。同年11月に建設省と遺族との和解が成立した。

## 紛争活動と思想
室原が考案した代執行の妨害はユニークなものが多く、川にたくさんのアヒルを放し、牛や馬までも抗議活動に参加させたり、糞尿をばら撒いたり、蜂の巣城のあちこちに水道管を張り巡らせたり、周囲の木に支援者の名札をくくりつけ（闘争記念樹）対抗していった。闘争記念樹については現在の公共事業の反対運動にみられる「立ち木トラスト」の原点と言われている。
室原は現在でも見られる盲目的「ダム建設反対」論者であった訳ではなく、地元を如何に守り活性化させて行くかを最優先に考えていた。故にダム建設後の町の在り方を反対運動の最中にも考えていた。建設省幹部との交渉・交流の中で室原は周辺整備についての意見を度々行い、地域住民が利用しやすい道路整備、湖水との景観に配慮した橋梁・トンネルの建設、観光資源活用のための遊覧船就航等を要望し、それらは全て建設省によって取り入れられている。水源地域の日田郡大山町はダム建設を機に特産品の育成を図るべくウメ栽培を始め、これが後の「一村一品運動」の嚆矢となっており日田市と合併した後も自立した産業育成に努めている。ダム湖は1988年（昭和63年）に「蜂の巣湖」と名付けられたが、これは蜂の巣城紛争に因んでおり公共事業の在り方を大きく変えたこの運動を忘れないという思いが込められている。また、下筌ダムの銘板にある「下筌ダム」の文字は室原が書いた「下筌ダム反対」の看板を建設省が写したものである。
蜂の巣城紛争と共に公共事業を進める上で銘記されなければならない意識として、室原の次の言葉がある。「公共事業は理に叶い、法に叶い、情に叶わなければならない」。

## 著書
- 「下筌ダム - 蜂之巣城騒動日記」1960年、学風社[8]